# Толкунчик большой
Толкунчик большой (лат. Empis tesselata) — вид двукрылых насекомых из семейства толкунчиков.
Тело длиной 9—13 мм, черновато-серого цвета с красно-жёлтыми голенями ног и ржаво-жёлтыми основаниями крыльев. 3-й (последний) членик усиков несёт двучленистую щетинку. Брюшко удлинено. Глаза у самцов касаются друг друга.
Вид распространён в Европе от Средиземноморья до Скандинавии, на востоке до Ближнего Востока и Центральной Азии до Японии.
Обитает на лугах и лесных полянах. Питается нектаром цветов, чаще зонтичных. Самцы ведут хищный образ жизни, питаясь мелкими насекомыми, чаще двукрылыми.